# Polybetes trifoveatus
Polybetes trifoveatus är en spindelart som först beskrevs av Järvi 1914.  Polybetes trifoveatus ingår i släktet Polybetes och familjen jättekrabbspindlar. Inga underarter finns listade i Catalogue of Life.